# Jerzy Stanisław Sapieha
Jerzy Stanisław Sapieha herbu Lis (ur. 12 listopada 1668, zm. 12 października 1732 w Warszawie) – wojewoda mścisławski w 1732 roku, wojewoda trocki w latach 1706–1709, stolnik litewski w latach 1686–1703, podstoli litewski w 1686 roku.

## Życiorys
Był synem Kazimierza Jana Pawła i Krystyny z Hlebowiczów, bratem Aleksandra Pawła i Michała Franciszka.
W latach 1683–1684 uczył się w Kolegium Jezuitów w Braniewie. W 1684 został rotmistrzem chorągwi petyhorskiej na Podolu. Mimo młodego wieku objął w 1686 podstolstwo litewskie oraz w listopadzie stolnikostwo litewskie. W 1687 brał udział w walkach w okolicach Kamieńca Podolskiego. Posłował na sejm w latach 1690, 1693 i 1695. W latach 1695–1696 na czele kilkunastu chorągwi rozstrzygał zbrojnie antysapieżyńskie wystąpienia w Nowogródku i na Żmudzi. Od końca 1696 współpracował ściślej z wojskami ojca i stryja.
Poseł sejmiku Księstwa Żmudzkiego na sejm konwokacyjny 1696 roku. 5 lipca 1697 roku podpisał w Warszawie obwieszczenie do poparcia wolnej elekcji, które zwoływało szlachtę na zjazd w obronie naruszonych praw Rzeczypospolitej. W elekcji 1697 poparł kandydaturę księcia Conti, wypowiadając się jednak w lipcu 1697 za przejściem rodu Sapiehów na stronę Augusta II. 12 stycznia 1698 witał Augusta II wjeżdżającego do Warszawy z Wilanowa jako poseł od wojska litewskiego, zapewniając o jego wierności. Poseł słonimski na sejm pacyfikacyjny 1698 roku.
Z powodu choroby nie brał udziału w bitwie pod Olkienikami 18 listopada 1700. W latach 1701–1702 przebywał w Warszawie, próbując odzyskać dla rodu utracone w bitwie wpływy. W styczniu 1702 roku podpisał akt pacyfikacji Wielkiego Księstwa Litewskiego. Z braku sukcesu od 1702 poparł Karola XII, prowadząc zaciąg i operując popierającą go sapieżyńską armią, a od 1705 – Stanisława Leszczyńskiego, organizując walkę zbrojną na Litwie aż do klęski pod Połtawą. W 1705 roku potwierdził pacta conventa Stanisława Leszczyńskiego. Od 1707 do 1709 pełnił funkcję wojewody trockiego.
W latach 1710–1713 przebywał w Prusach. Po powrocie do kraju zajmował się sprawami majątkowymi, bezskutecznie próbując wrócić do wielkiej polityki. Dopiero w marcu 1732 otrzymał urząd wojewody mścisławskiego.
Był ojcem Antoniego Kazimierza.